# Enseignement à Strasbourg
 (décembre 2023).
La mise en forme du texte ne suit pas les recommandations de Wikipédia : il faut le « wikifier ».
Les points d'amélioration suivants sont les cas les plus fréquents. Le détail des points à revoir est peut-être précisé sur la page de discussion.
- Les titres sont pré-formatés par le logiciel. Ils ne sont ni en capitales, ni en gras.
- Le texte ne doit pas être écrit en capitales (les noms de famille non plus), ni en gras, ni en italique, ni en « petit »…
- Le gras n'est utilisé que pour surligner le titre de l'article dans l'introduction, une seule fois.
- L'italique est rarement utilisé : mots en langue étrangère, titres d'œuvres, noms de bateaux, etc.
- Les citations ne sont pas en italique mais en corps de texte normal. Elles sont entourées par des guillemets français : « et ».
- Les listes à puces sont à éviter, des paragraphes rédigés étant largement préférés. Les tableaux sont à réserver à la présentation de données structurées (résultats, etc.).
- Les appels de note de bas de page (petits chiffres en exposant, introduits par l'outil «  Source ») sont à placer entre la fin de phrase et le point final[comme ça].
- Les liens internes (vers d'autres articles de Wikipédia) sont à choisir avec parcimonie. Créez des liens vers des articles approfondissant le sujet. Les termes génériques sans rapport avec le sujet sont à éviter, ainsi que les répétitions de liens vers un même terme.
- Les liens externes sont à placer uniquement dans une section « Liens externes », à la fin de l'article. Ces liens sont à choisir avec parcimonie suivant les règles définies. Si un lien sert de source à l'article, son insertion dans le texte est à faire par les notes de bas de page.
- La présentation des références doit suivre les conventions bibliographiques. Il est recommandé d'utiliser les modèles {{Ouvrage}}, {{Chapitre}}, {{Article}}, {{Lien web}} et/ou {{Bibliographie}}. Le mode d'édition visuel peut mettre en forme automatiquement les références.
- Insérer une infobox (cadre d'informations à droite) n'est pas obligatoire pour parachever la mise en page.

Pour une aide détaillée, merci de consulter Aide:Wikification.
Si vous pensez que ces points ont été résolus, vous pouvez retirer ce bandeau et améliorer la mise en forme d'un autre article.
L'enseignement à Strasbourg est marqué par une ancienne tradition universitaire et scholastique, au sein de l'humanisme rhénan, à la confluence des mondes francophone et germanophone.
On compte plusieurs écoles tournées vers l'international et les langues.

## Etablissements internationaux
Le premier établissement notoire est le Lycée international des Pontonniers, né en 1975, accompagné de sections internationales dès 1979. Il fait suite au Collège internationale et à l'école internationale, formant ainsi un cursus complet. Plusieurs sections internationales y sont présentes.
Il a été le seul jusque dans les années 2000.
Jusqu'à ce que n'ouvre en 2008 l'école europèenne,. Cet établissement est un moyen non seulement de rendre la ville plus agréable aux personnels des institutions européennes, mais également de conforter son statut de capitale européenne et donc son ancrage européen.
Puis en 2021 ouvre le Lycée franco-allemand, le deuxième de ce type en France.
En 2023, enfin, ouvre une ISS, l'International school of Strasbourg, étant considéré qu'un enseignement tout en anglais manque dans la capitale européenne.
Avec cette accélération et concentration des établissements d'enseignement d'excellence, Strasbourg renforce son caractère européen, donc son attractivité.

## Types d'enseignements
Arrimée à la frontière franco-allemande, la ville est engagée vers l'allemand, qui est à la fois la langue standard de l'alsacien, mais également la langue du voisin allemand, une ouverture sur l'économie la plus importante du continent européen, et enfin un des aspects de la réconciliation franco-allemande.
De par la présence d'une communauté immigrée et expatriée européenne et mondiale, les langues sont très mises à l'honneur à Strasbourg. Avec notamment l'enseignement de plusieurs langues rares telles que le chinois, l'arabe, le portugais.
On compte ainsi de nombreux établissement comprenant des Sections européennes ou de langue orientale.

## Les sections internationales
Les sections internationales sont présentes tout au long du cursus, au lyée mais aussi précédemment :
| section     | Maternelle et école primaire | Maternelle et école primaire                                  | Maternelle et école primaire        | Collège                              | Collège                                       | Lycée                               |
| section     | Ecole maternelle Vauban      | Ecole maternelle et élémentaire internationale Robert Schuman | Ecole élémentaire du Conseil des XV | Collège international de l'Esplanade | Collège international Vauban                  | Lycée international des Pontonniers |
| ----------- | ---------------------------- | ------------------------------------------------------------- | ----------------------------------- | ------------------------------------ | --------------------------------------------- | ----------------------------------- |
| allemande   | X                            |                                                               | X                                   |                                      | X (2016), transfert du collège de l'Esplanade | X                                   |
| arabe       |                              |                                                               |                                     | X (2023),                            |                                               |                                     |
| britannique | X                            | X                                                             | X                                   | X (1991)                             |                                               | X                                   |
| coréenne    |                              |                                                               |                                     |                                      | X (2017)                                      | X (2023)                            |
| espagnole   |                              | X                                                             |                                     | X (1991)                             |                                               | X                                   |
| italienne   |                              | X                                                             |                                     | X (1991)                             |                                               | X                                   |
| polonaise   |                              |                                                               | X                                   |                                      | X (2016), transfert du collège de l'Esplanade | X                                   |
| portugaise  |                              |                                                               |                                     |                                      | X (2017)                                      | X (2023)                            |
| russe       |                              |                                                               |                                     |                                      |                                               | X (2004)                            |

## Diplômes délivrés
Au lycée franco-allemand, le Baccalauréat franco-allemand.
Au lycée des Pontonniers le Baccalauréat français international, ancien OIB.
A l'école européenne, le Baccalauréat européen.
A l'international school of Strasbourg, le Baccalauréat international.
Dans certains établissements, en section binationale, l'Abibac ou le Bachibac, mais pas d'Esabac pour le moment.